# 圣玛尔定圣殿 (魏恩加滕)
圣玛尔定圣殿（Basilika St. Martin und Oswald）是一座罗马天主教宗座圣殿，建于1724年，巴洛克风格。该堂原为修道院教堂，位于德国巴登-符腾堡州魏恩加滕。

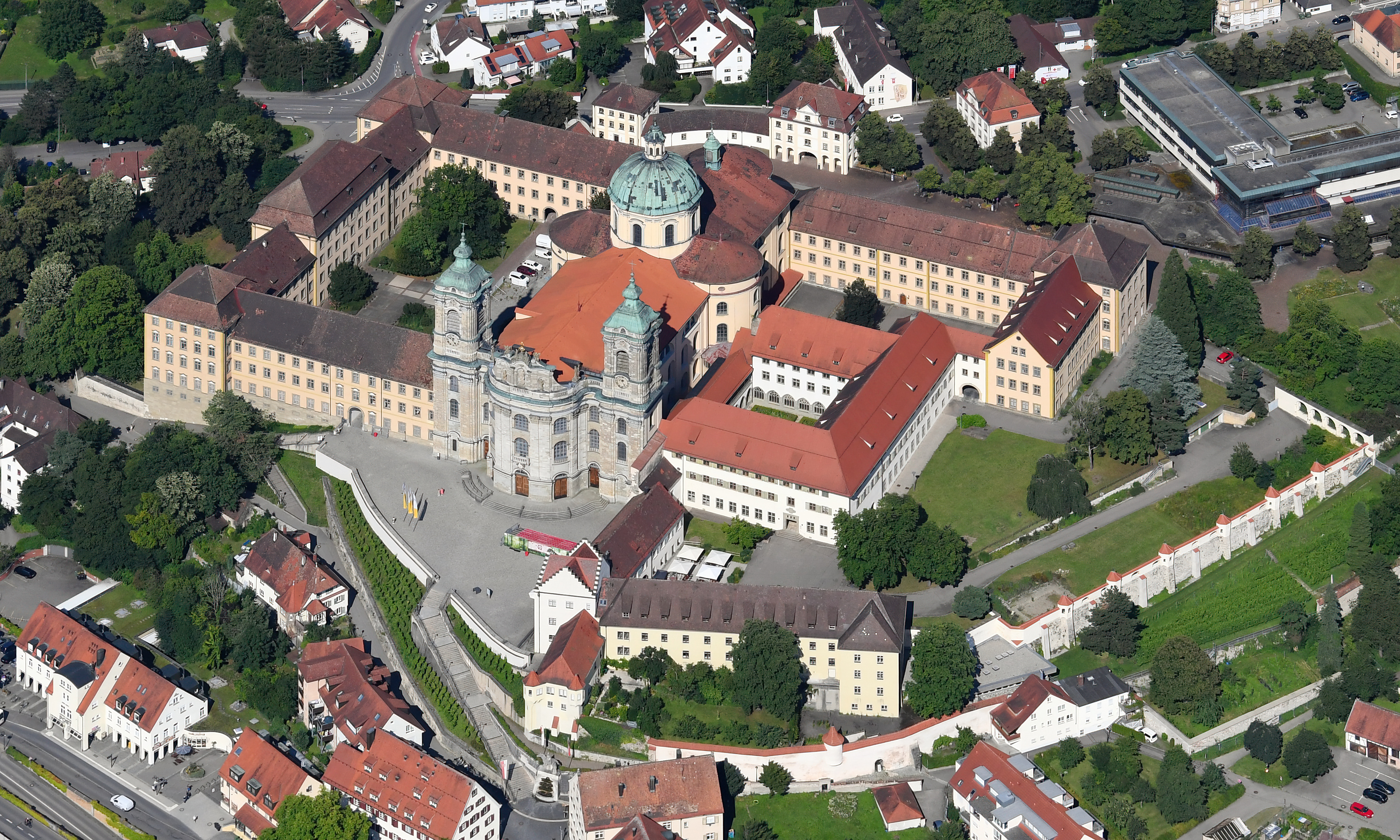
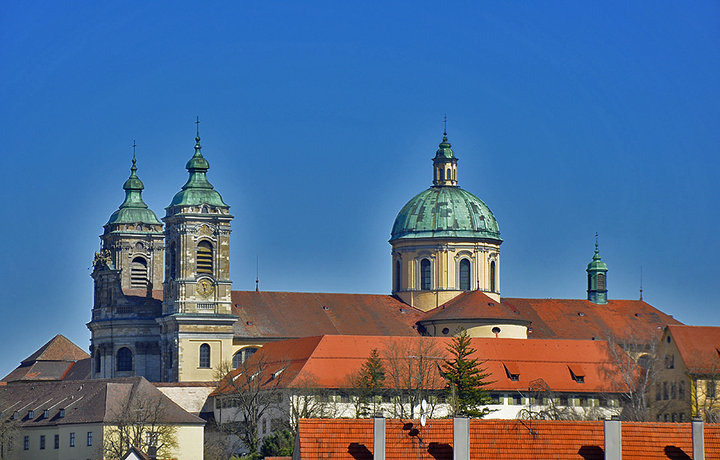
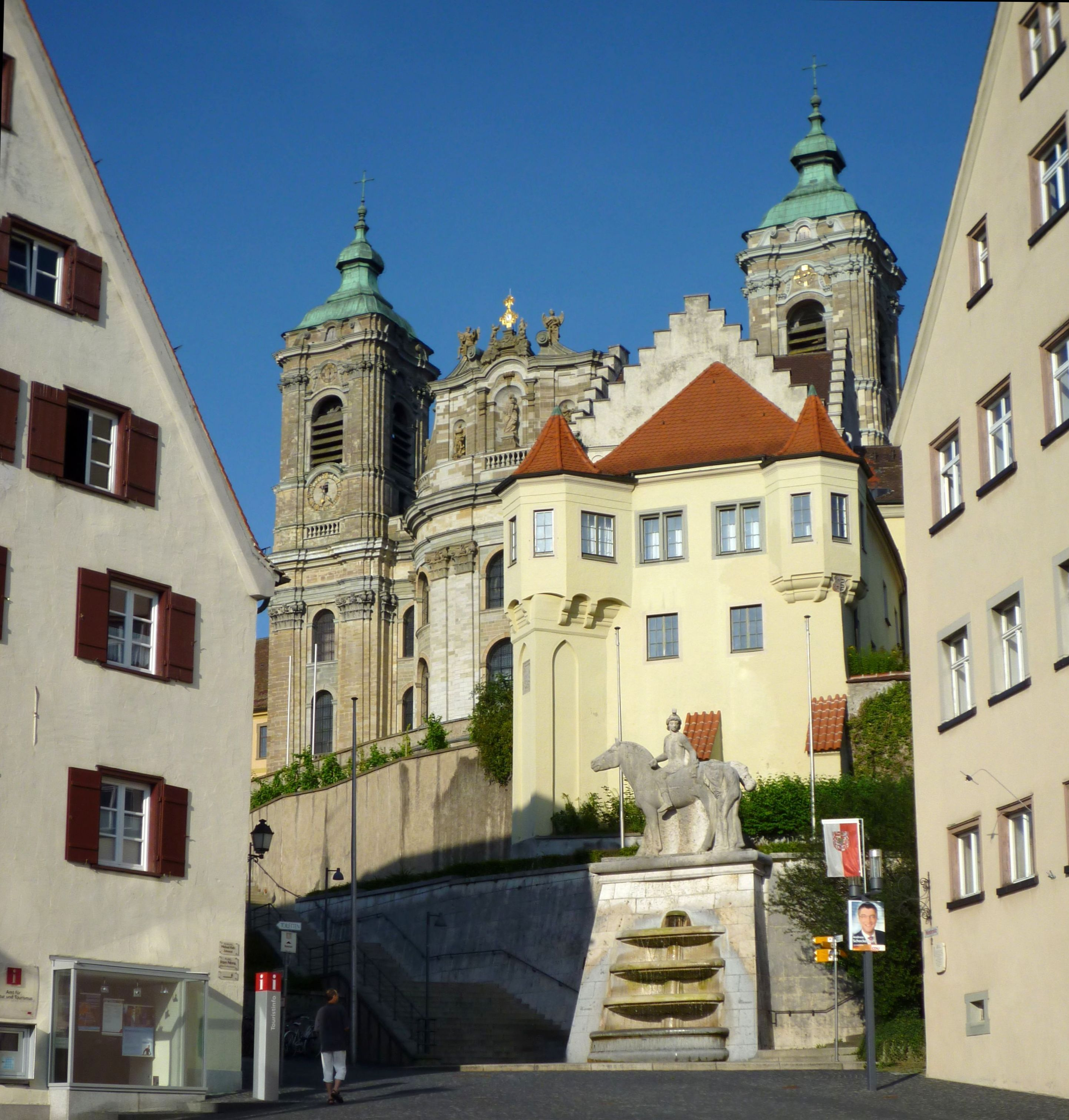
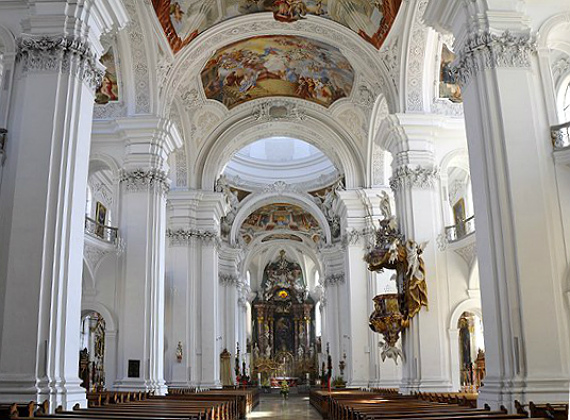
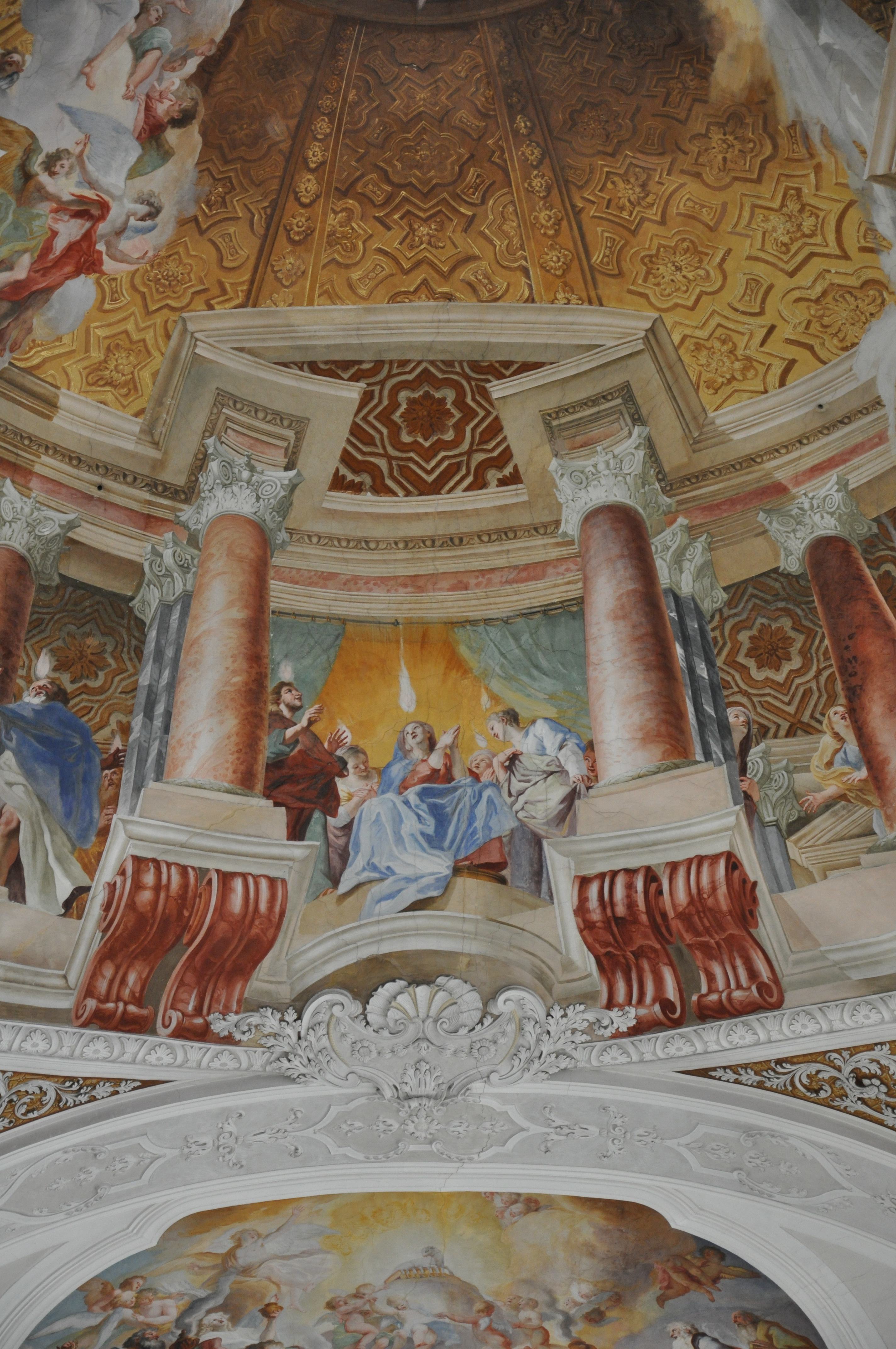
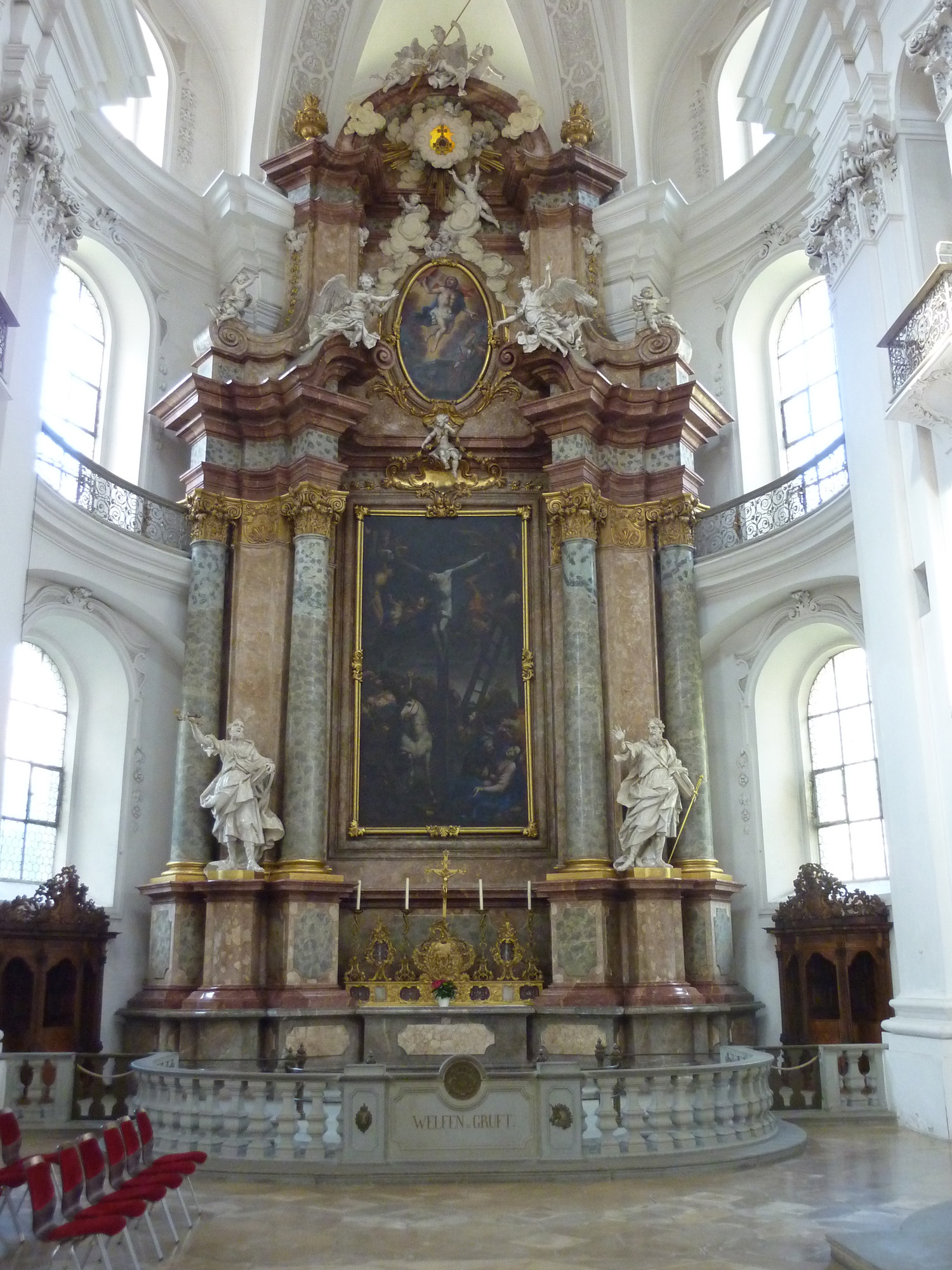